# الی هاویستو
اُللی هاویستُ (فنلاندی: Olli Haavisto؛ زادهٔ ۳۰ مه ۱۹۵۴، پوری، فنلاند) نوازندهٔ فنلاندی است که بیشتر به خاطر نواختن گیتار استیلِ پدالی و گیتار مشهور است. او یکی از معتبرترین گیتار استیل پدالیست‌های فنلاند است و به عنوان نوازندهٔ فصلی برای بسیاری از هنرمندان فنلاندی کار کرده‌است. او در تقریباً ۸۵۰ آهنگ در ۶۰۰ آلبوم نوازندگی کرده‌است و همچنین تهیه کنندهٔ تقریباً ۵۰ آلبوم بوده‌است.